# 落水荘
落水荘（らくすいそう、英語：Fallingwater）は、アメリカの建築家フランク・ロイド・ライトの設計で1936年に作られた建物である。世界遺産リスト登録物件である「フランク・ロイド・ライトの20世紀建築作品群」の構成資産となっている。

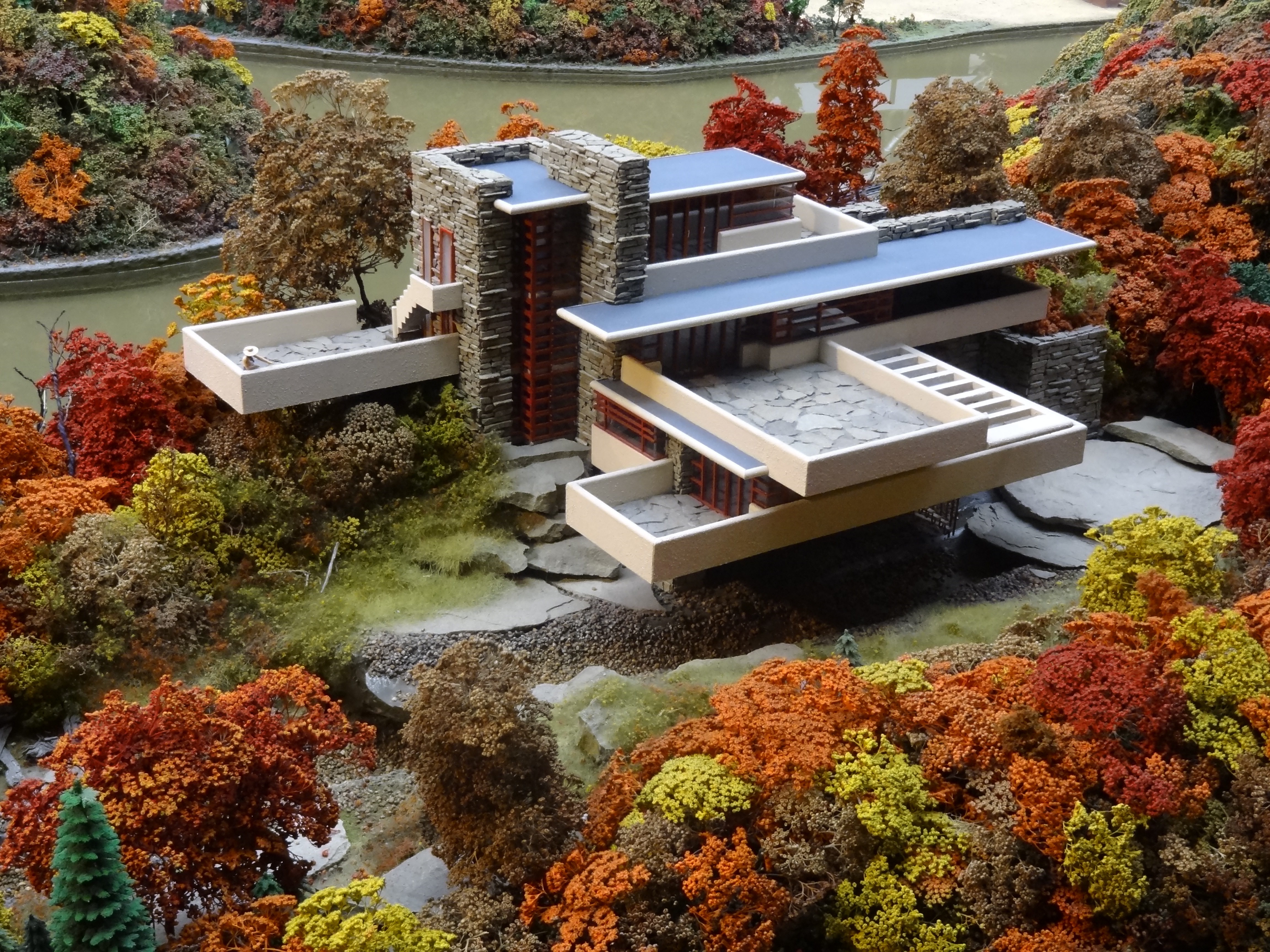
ミニチュアによる全容

ペンシルベニア州のピッツバーグから南東に80キロメートルほどの場所にある。ピッツバーグの百貨店経営者、エドガー・カウフマン (en:Edgar J. Kaufmann) の邸宅として作られた。
ベアラン (en:Bear Run) と呼ばれる川にある滝の上に建てられており、リビングにある階段からは、直接、水辺に降りることができるようになっている。床面積は、本館が495平方メートル（屋内部分268平方メートル、テラス部分227平方メートル）で、来客用の宿泊棟が157平方メートルである。
アルベルト・アインシュタインやチャールズ・チャップリンもここを訪れた。